# Andorra nos Jogos Olímpicos de Inverno de 1988
Andorra competiu nos Jogos Olímpicos de Inverno de 1988 em Calgary, Canadá.